# Menesesia novaeguineae
Menesesia novaeguineae is een rechtvleugelig insect uit de familie Pyrgomorphidae. De wetenschappelijke naam van deze soort is voor het eerst geldig gepubliceerd in 1922 door Willemse.